# 村川凪
村川 凪（むらかわ なぎ、1998年6月26日 - ）は、広島県福山市出身の元プロ野球選手（外野手）。右投左打。NPBでは育成選手であった。

## 経歴

### プロ入り前
福山市立東中学校時代は軟式野球部に所属。如水館高校では1年春からベンチ入りも、3年夏の県大会決勝で堀瑞輝率いる広島新庄に敗れ、甲子園出場はなかった。
四日市大学では、三重学生野球リーグで1度のベストナイン、3度の盗塁王に輝いた。

### 四国IL・徳島時代
卒業後はトライアウトを経て四国アイランドリーグplusの徳島インディゴソックスに入団。2021年は63試合に出場、成功率.800という正確性を兼ね備えて40盗塁を記録し、盗塁王となった。

### DeNA時代
2021年10月11日に行われたNPBドラフト会議にて、横浜DeNAベイスターズから育成選手ドラフト1位指名を受け、11月21日に支度金300万円、年俸340万円で仮契約を結んだ。背番号は103。
2022年はイースタン・リーグ公式戦72試合に出場し、打率.208の成績で、チーム2位の13盗塁を記録したものの10盗塁死を喫した。
2023年はイースタン・リーグ公式戦108試合に出場し、打率.280、24打点の成績で、12盗塁死を喫しながらも2位に10個以上の差をつける29盗塁を記録し、イ・リーグ最多盗塁者賞を獲得した。
2024年は監督の三浦大輔の「実戦や早い段階から（武器である足を）見てみたい」との理由から、育成選手では唯一、春季キャンプのA班に振り分けられた。しかし、キャンプ序盤の2月3日の走塁練習で左太腿の肉離れを発症し、翌日A班からの離脱が発表された。4月20日のイースタン・リーグ巨人戦で戦線に復帰した。戦線復帰からは打撃の調子がよく、最終的に74試合の出場で盗塁数は12にとどまりながらも、打率.308、OPS.785の成績を残した。一軍での起用を想定して8、9回に代走出場といった起用もされていたが、支配下登録されることはなく、10月1日に球団より戦力外通告を受けた。現役続行を希望し、トレーニングを継続する。11月には12球団合同トライアウトを受験する意向を固めたと報じられている。合同トライアウトに参加するもNPB球団からのオファーは無く、12月に現役引退を表明した。

### 現役引退後
2025年1月下旬、公式LINEアカウントを開設し、小中学生・大人向けの少人数野球教室を開始した。

## 選手としての特徴・人物
小学校時代に「自転車に乗る友達と競争して勝った」という快足が自慢で、付けられた愛称は「ハマのチーター」。50メートルは手動計測で5秒5、一塁到達タイムは3秒6。遠投も108メートルと強肩さを兼ね備える。
中学時代より音楽ユニット「FUNKY MONKEY BABYS」の大ファンで、入寮時にはタオルやCD15枚などを持参。このネットニュースの記事を見たメンバーのファンキー加藤からもTwitter上で「頑張れよ」と激励を受けた。

## 詳細情報

### 年度別打撃成績
- 一軍公式戦出場なし

### 独立リーグでの年度別打撃成績
| 年 度     | 球 団     | 試 合 | 打 席 | 打 数 | 得 点 | 安 打 | 二 塁 打 | 三 塁 打 | 本 塁 打 | 塁 打 | 打 点 | 盗 塁 | 盗 塁 死 | 犠 打 | 犠 飛 | 四 球 | 敬 遠 | 死 球 | 三 振 | 併 殺 打 | 打 率 | 出 塁 率 | 長 打 率 | O P S |
| --------- | --------- | ----- | ----- | ----- | ----- | ----- | -------- | -------- | -------- | ----- | ----- | ----- | -------- | ----- | ----- | ----- | ----- | ----- | ----- | -------- | ----- | -------- | -------- | ----- |
| 2021      | 徳島      | 63    | 198   | 151   | 35    | 40    | 2        | 1        | 0        | 44    | 15    | 40    | 10       | 18    | 1     | 25    | -     | 3     | 25    | 0        | .265  | .378     | .291     | .669  |
| 四国：1年 | 四国：1年 | 63    | 198   | 151   | 35    | 40    | 2        | 1        | 0        | 44    | 15    | 40    | 10       | 18    | 1     | 25    | -     | 3     | 25    | 0        | .265  | .378     | .291     | .669  |

- 各年度の太字はリーグ最高

### 背番号
- 7（2021年）
- 103（2022年[5] - 2024年）